# Colonia San José (Jujuy)
Colonia San José es una localidad argentina en el departamento Tilcara de la Provincia de Jujuy. Se encuentra sobre la Ruta Nacional 9, 5 kilómetros al norte de Huacalera, de la cual depende administrativamente; está en la desembocadura del río Yacoraite sobre el río Grande de Jujuy. Forma junto a la localidad de Yacoraite un único aglomerado urbano registrado en 2001 por el INDEC como Colonia San José.
Las crecidas del río Yacoraite afectan la localidad, provocando la pérdida de las huertas y la evacuación de algunos pobladores. Las principales actividades económica son la agricultura y ganadería de subsistencia, sobre todo el cultivo de frutos. En 2008 sus pobladores se manifestaron contrarios a la instalación de una mina de uranio en las cercanías.